# Марусино (Люберецький міський округ)
Мару́сино (рос. Марусино) — присілок у складі Люберецького міського округу Московської області, Росія.

## Населення
Населення — 490 осіб (2010; 1490 у 2002).
Національний склад (станом на 2002 рік):
- росіяни — 52 %